# Butylite
Butylite è il nome commerciale di un particolare materiale polimerico della classe degli elastomeri, ovvero composto da una miscela di polimeri ad alto grado di reticolazione, in particolare è una gomma butilica, cioè un copolimero dell'isobutilene e dell'isoprene.
È poco permeabile all'aria e altri gas, e resistente a temperature comprese tra -35 °C e 130 °C, ma può essere attaccata da idrocarburi alifatici aromatici e clorurati.
Viene utilizzato dai giardinieri per l'impermeabilizzazione del fondo di stagni artificiali, in forma di teli dello spessore variabile da 1 a 75 millimetri.